# MultiMarkdown
Pour les articles homonymes, voir MMD.
Le MultiMarkdown est un langage de balisage léger créé par Fletcher T. Penney et basé sur le langage Markdown. Il supporte plus de formats d'exportation ainsi que des fonctionnalités supplémentaires non disponibles avec la syntaxe Markdown stricte.
Les fonctionnalités ajoutées par rapport à Markdown :
- Pieds de page
- Tableaux
- Citations et bibliographie
- Fonctions mathématiques
- Références croisées automatiques
- Typographie intelligente, support multilangues
- Attributs pour les images
- Légendes pour les images et les tableaux
- Métadonnées du document